# Carski rez
Carski rez, također poznat kao C-sekcija ili carski porod, je kirurški postupak kojim se jedno ili više djece porađa kroz rez u majčinom trbuhu, a izvodi se u slučaju kada bi vaginalni porod ugrozio novorođenče ili majku. Razlozi za operaciju su zastoj u porodu, blizanačka trudnoća, majčin povišeni krvni tlak, porod na zadak te problemi s posteljicom ili pupčanom vrpcom. Odluka o carskom rezu se može donijeti na temelju oblika majčine zdjelice ili povijesti prethodnog carskog reza. Moguć je vaginalni porod nakon carskog reza. Svjetska zdravstvena organizacija preporučuje da se carski rez izvede samo u slučaju medicinskih indikacija. Ponekad se carski rez radi bez medicinskog razloga, na zahtjev, obično rodilje.
Carski rez obično traje od 45 minuta do sat vremena. Uglavnom se provodi pod regionalnom anestezijom (spinalna ili epiduralna anestezija), dok se opća anestezija koristi u hitnim situacijama. Zbog regionalne anestezije gubi se osjet niže od struka, ali pacijentice ostaju budne i svjesne ili blago sedirane. Rez duljine oko 15 cm (6 inča) se uobičajeno radi kroz majčin donji dio trbuha, tj. bikini zoni. Zatim se presijeca ovojnica trbušnih mišića (mišići se samo razdvajaju) i trbušna maramica (potrbušnica) te se pristupa maternici. Nakon otvaranja maternice, presijecaju se plodovi ovoji i slijedi porod djeteta. Nakon poroda majci se daje injekcija oksitocina koji će potaknuti stezanje (kontrakcije) maternice i time zaustaviti krvarenje. Na samom kraju operacije uklanja se posteljica te se rezovi svih navedenih slojeva zatvaraju šavovima. Žena obično može početi dojiti čim se probudi nakon izlaska iz operacijske sale. Najčešće majka ostaje nekoliko dana u bolnici dok se dovoljno ne oporavi za povratak kući.
Porod carskim rezom rezultira malim ukupnim povećanjem loših ishoda u niskorizičnim trudnoćama. Uobičajeno oporavak duže traje,od vaginalnog poroda, otprilike šest tjedana. Povećani rizici ovakvog poroda uključuju djetetove probleme s disanjem i emboliju plodne vode te krvarenje nakon poroda kod majke. Utvrđene smjernice preporučuju da se carski rez ne koristi prije 39. tjedna trudnoće bez medicinskog razloga. Način poroda nema učinka na naknadnu spolnu funkciju.
U 2012. godini je učinjeno oko 23 milijuna carskih rezova u cijelom svijetu. Međunarodna zdravstvena zajednica je prije smatrala da je idealna stopa carskog reza od 10 % i 15 %. Neki dokazi pokazuju da stopa od 19 % carskih rezova može rezultirati boljim ishodom poroda. Više od 45 zemalja u svijetu ima stope carskog reza manje od 7,5 %, dok više od 50 zemalja ima stope veće od 27 %. Ulažu se napori kako bi se poboljšao pristup i smanjio korištenje C-reza. U Sjedinjenim Državama od 2017. oko 32 % poroda vrši se carskim rezom. Operacija se izvodila još od 715. godine prije Krista nakon majčine smrti, a novorođenče je ponekad preživjelo. Opisi preživjelih majki datiraju iz 1500. godine, s ranijim svjedočanstvima iz antičkih vremena (uključujući apokrifni izvještaj o Juliju Cezaru rođenom carskim rezom, što je uobičajeno podrijetlo tog izraza). Uvođenjem antiseptika i anestetika u 19. stoljeću značajno se povećalo preživljavanje i majke i djeteta, a samim time je i postupak postao učestaliji.

## Indikacije
Carski rez se preporučuje kada vaginalni porod može predstavljati rizik za majku ili dijete. U nekim zemljama carski rez se također izvodi iz osobnih i društvenih razloga na zahtjev majke. 

### Medicinske indikacije
Komplikacije u porođaju i čimbenici koji povećavaju rizik povezan s vaginalnim porođajem uključuju:
- Nenormalni položaj (stav na zadak ili poprečni položaj).
- Dugotrajni porođaj ili neuspjeh u napredovanju (ometani porođaj, poznat i kao distocija)
- Fetalni distres
- Prolaps pupčene vrpce
- Puknuće maternice ili povećan rizik od toga
- Nekontrolirana hipertenzija, preeklampsija[15] ili eklampsija u majke
- Tahikardija u majke ili novorođenčeta nakon pucanja plodne vode
- Problemi s placentom (predležeća posteljica, odvajanje posteljice ili placenta accreta)
- Neuspješno induciranje porođaja
- Neuspješan instrumentalni porođaj (kliještima ili vakuumom (kod neuspješnog poroda s kliještima/vakuumom novorođenče će trebati poroditi carskim rezom)
- Velika beba, teža> 4000 grama (makrosomija)
- Anomalije iz pupčane vrpce (vasa previa, multilobate uključujući bilobate i placente sa sucentriatnim režnjevima, velamentno umetanje)

Druge komplikacije trudnoće, već postojeća stanja i popratne bolesti uključuju:
- Prethodni (visokorizični) fetus
- HIV infekcija majke s visokim virusnim opterećenjem (HIV s niskim virusnim opterećenjem majke nije nužno indikacija za carski rez)
- Izbijanje genitalnog herpesa u trećem tromjesečju[16] (koje može uzrokovati infekciju u novorođenčetu ako se rodi vaginalno)
- Prethodni klasični (uzdužni) carski rez
- Prethodna ruptura maternice
- Prethodni problemi sa zacjeljivanjem međice (od prethodnog poroda ili Crohnove bolesti)
- Dvoroga maternica
- Rijetki slučajevi postumnog rođenja nakon smrti majke

Druge indikacije:
- Smanjeno iskustvo ginekologa-opstetičara s vođenjem porođaja gdje je novorođenče u stavu na zadak. Premda su opstetičari i primalje opsežno teoretski obučeni o odgovarajućim postupcima za porod na zadak koristeći simulacijske lutke, imaju sve manje iskustva sa stvarnim vaginalnim porodom, što može povećati rizik.[17]

### Prevencija
Općenito se smatra da je u mnogim zemljama prevalencija carskog reza veća nego što je potrebna pa se liječnike potiče na aktivno snižavanje stope jer stopa carskog reza veća od 10 – 15 % nije povezana sa smanjenjem stope smrtnosti majki ili dojenčadi, iako neki dokazi govore da bi veća stopa od 19% mogla rezultirati boljim ishodima porođaja.
Neki od pristupa su: naglašavanje da je normalno da latentna faza poroda dugo traje i da to nije opravdanje za carski rez; nova definicija početka aktivnog poroda kod proširenja vrata maternice od 4 cm do dilatacije 6 cm; omogućiti višerotkinjama da tiskaju najmanje 2 sata, a prvorotkinjama 3 sata, prije nego što se razmotri prekid poroda. Tjelesna tjelovježba tijekom trudnoće smanjuje rizik.

## Rizici
Neželjeni ishodi u niskorizičnim trudnoćama javljaju se kod 8,6 % vaginalnih poroda i 9,2 % kod poroda carskim rezom.

### Majka
U razvijenom svijetu kod niskorizičnih trudnoća, rizik od smrti kod carskog reza je 13 na 100 000 u odnosu na vaginalni porod 3,5 na 100 000. Nacionalna zdravstvena služba Ujedinjenog Kraljevstva nalazi da je rizik od smrti majke tri puta veći od rizika smrti kod vaginalnog poroda.
Carski rez povezan je s rizikom od postoperativnih adhezija, incizijskih kila (koje mogu zahtijevati kiruršku korekciju) i infekcija rane. Ako se carski rez izvede u hitnim slučajevima, rizik od operacije može se povećati zbog brojnih čimbenika. Jedan od njih je da pacijentičin želudac možda nije prazan, što povećava rizik od anestezije. Ostali rizici uključuju ozbiljan gubitak krvi (koji može zahtijevati transfuziju krvi) i postduralnu punkcijsku glavobolju.
Stopa infekcije rana nakon carskog reza kreće se od 3 – 15 %. Prisutnost korioamnionitisa i pretilost predisponira ženu za razvoj infekcije na mjestu operativnog zahvata.
Žene koje su imale carski rez imaju veću vjerojatnost razvoja problematičnih budućih trudnoća. Stoga žene koje žele veće obitelji ne bi trebale tražiti elektivni carski rez, osim u slučaju medicinskih indikacija. Rizik od nastanka posteljice accrete, stanja potencijalno opasnog po život, iznosi 0,13 % nakon dva carska reza, povećava se na 2,13 % nakon četiri, a zatim na 6,74 % nakon šest ili više poroda carskim rezom. Sičan je porast rizika hitnih histerektomija pri porodu.
Majke mogu doživjeti povećanu učestalost postnatalne depresije te mogu doživjeti značajnu psihološku traumu i trajni posttraumatski stresni poremećaj povezan s rođenjem nakon opstetričke intervencije tijekom procesa poroda. Čimbenici poput boli u prvoj fazi poroda, osjećaja nemoći, nametljive hitne akušerske intervencije važni su u kasnijem razvoju psiholoških pitanja vezanih uz porod i porođaj.

### Naknadne trudnoće
Žene koje su iz bilo kojeg razloga imale carski rez imaju nešto manju vjerojatnost da će ponovno zatrudnjeti u usporedbi sa ženama koje su prije toga rodile samo vaginalno.
Žene koje su imale samo jedan prethodni carski rez vjerojatnije će imati problema s drugim porođajem. Porođaj nakon prethodnog carskog reza obavlja se na jedan od dva načina:
- Vaginalni porod nakon carskog reza (VBAC)
- Elektivni ponovni carski rez (ERCS)

Oba imaju veći rizik od vaginalnog poroda bez prethodnog carskog reza. Vaginalni porod nakon carskog reza (VBAC) ima veći rizik od rupture maternice (5 na 1000), transfuzije krvi ili endometritisa (10 na 1000) i perinatalne smrti djeteta (0,25 na 1000). Nadalje, 20 % do 40 % planiranih pokušaja VBAC-a završi carskim rezom, s većim rizikom od komplikacija u hitnom ponovnom carskom rezu nego u elektivnom ponovljenom carskom rezu. S druge strane, VBAC daje manji morbiditet majke i manji rizik od komplikacija u budućim trudnoćama od elektivnog ponovnog carskog reza.

### Priraslice (adhezije)
Tijekom operacije abdomena ili zdjelice može se poduzeti nekoliko koraka kako bi se smanjile postoperativne komplikacije, poput stvaranja priraslica. Takve tehnike i principi mogu uključivati:
- Izrazito pažljivo postupanje sa svim tkivom
- Korištenje kirurških rukavica bez pudera
- Kontrola krvarenja
- Pažljivo birajte šavove i implantate
- Održavanje vlažnog tkiva
- Sprječavanje infekcije antibioticima koji se intravenozno daju majci prije rezanja kože

Unatoč ovim proaktivnim mjerama, stvaranje adhezije prepoznata je komplikacija bilo koje operacije trbušne šupljine ili zdjelice. Kako bi se spriječilo stvaranje adhezija nakon carskog reza, tijekom operacije može se postaviti adhezijska barijera kako bi se smanjio rizik od priraslica između maternice i jajnika, tankog crijeva i gotovo svakog tkiva u trbuhu ili zdjelici. Ovo nije trenutna praksa u Velikoj Britaniji, jer nema uvjerljivih dokaza koji bi potvrdili dobrobit ove intervencije.
Adhezije mogu uzrokovati dugotrajne probleme, kao što su:
- Neplodnost, jer priraslice iskrive tkiva jajnika i cijevi, ometajući normalan prolaz jajne stanice (jajne stanice) iz jajnika u maternicu. Svaki peti slučaj neplodnosti može biti povezan s adhezijom
- Kronična bol u zdjelici, koja može nastati ako su u zdjelici prisutne adhezije. Procjenjuje se da je gotovo 50 % slučajeva kronične boli u zdjelici povezano s adhezijom
- Opstrukcija tankog crijeva: poremećaj normalnog protoka crijeva, koji može nastati pri uvijanju priraslica ili povlačenju tankog crijeva.

Opasnost od stvaranja adhezije jedan je od razloga zašto se vaginalni porod obično smatra sigurnijim od elektivnog carskog reza bez medicinskih indikacija za rez.

### Dijete
Nemedicinski indiciran (elektivni) porod prije 39. tjedna trudnoće "nosi značajne rizike za dijete, a za majku nije poznata korist". Smrtnost novorođenčadi u 37. tjednu može biti do 3 puta veća od smrtnosti u 40. tjednu, a povišena je u usporedbi s 38. tjednom trudnoće. Ovi raniji prijevremeni porođaji bili su povezani s većom smrtnošću u djetinjstvu, u usporedbi s onima koji su se javili u 39. do 41. tjednu (pun termin). Znanstvenici su u jednoj studiji i osvrtu otkrili mnoge prednosti odgađanja poroda do punog termina, bez štetnih učinaka na zdravlje majki ili novorođenčeta.